# جون باسكوين
جون باسكوين (بالإنجليزية: John Pasquin)‏ (و. 1944  م) هو مخرج أفلام، ومخرج مسرحي، وكاتب سيناريو، ومنتج أفلام أمريكي، ولد في بلويت.

## التعليم
تعلم في جامعة كارنيغي ميلون، وتعلم في Beloit College ‏
.

## وصلات خارجية
- جون باسكوين على موقع IMDb (الإنجليزية)
- جون باسكوين على موقع ألو سيني (الفرنسية)
- جون باسكوين على موقع ميوزك برينز (الإنجليزية)
- جون باسكوين على موقع أول موفي (الإنجليزية)
- جون باسكوين على موقع قاعدة بيانات الأفلام السويدية (السويدية)
- جون باسكوين على موقع قاعدة بيانات الفيلم (الإنجليزية)
- جون باسكوين على موقع كينوبويسك (الروسية)